# Roestem Achmetzjanov
Roestem Achmetzjanov (Russisch : Рустем Габдулбариевич Ахметзянов; Tataars: Рөстәм Габделбари улы Әхмәтҗанов) (Kazan, 10 juni 1978) is een voormalige voetballer die speelt voorkeur als een middenvelder. Hij heeft gespeeld bij Roebin Kazan, FC Alnas Almetjevsk en FC Sever Moermansk.

## Loopbaan
Achmetzjanov maakt zijn professionele debuut in de Russische professionele voetbalcompetitie voor Roebin Kazan in 1999. Hij heeft maar een competitiewedstrijd gespeeld. Achmetzjanov ging in 2000 naar FC Alnas.
Hij beeindigen zijn voetbalcarrière bij FC Sever Moermansk.